# Cigaritis littoralis
Cigaritis littoralis är en fjärilsart som beskrevs av Riley 1925. Cigaritis littoralis ingår i släktet Cigaritis och familjen juvelvingar. Inga underarter finns listade i Catalogue of Life.